# Lotella fernandeziana
Lotella fernandeziana är en fiskart som beskrevs av Hialmar Rendahl 1921. Lotella fernandeziana ingår i släktet Lotella och familjen Moridae. Inga underarter finns listade i Catalogue of Life.